# Vansbro
Vansbro – miejscowość (tätort) w Szwecji, w regionie Dalarna. W 2005 roku liczyła 2030 mieszkańców.

## Miasta partnerskie
- * Kalajoki,  Finlandia[2]